# Вулканическая зима

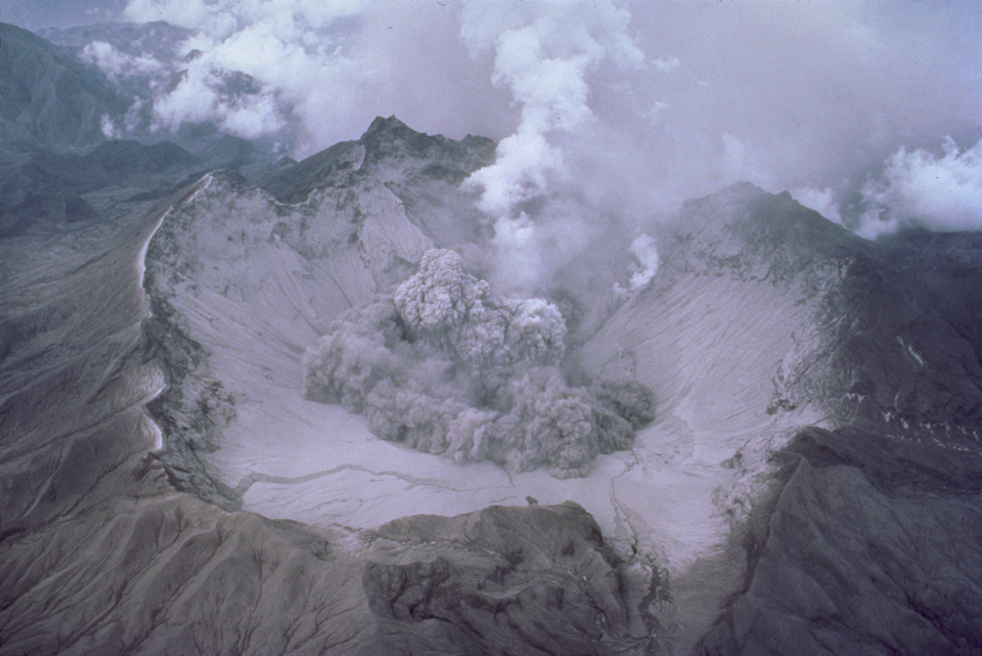
Извержение Пинатубо в 1991 г.

Вулканическая зима — похолодание планетарного климата вследствие загрязнения атмосферы пеплом в процессе особо крупного извержения вулкана, влекущего за собой возникновение антипарникового эффекта. Пепел и сернистые газы, из которых образуются сернокислые аэрозоли, после выброса до уровня стратосферы распространяются как покрывало по всей планете. Из-за этого излучение солнца в значительно большей мере, чем обычно, экранируется атмосферой, что вызывает похолодание глобального климата. (Похожий эффект, который может быть вызван гипотетической ядерной войной, называется ядерной зимой.)

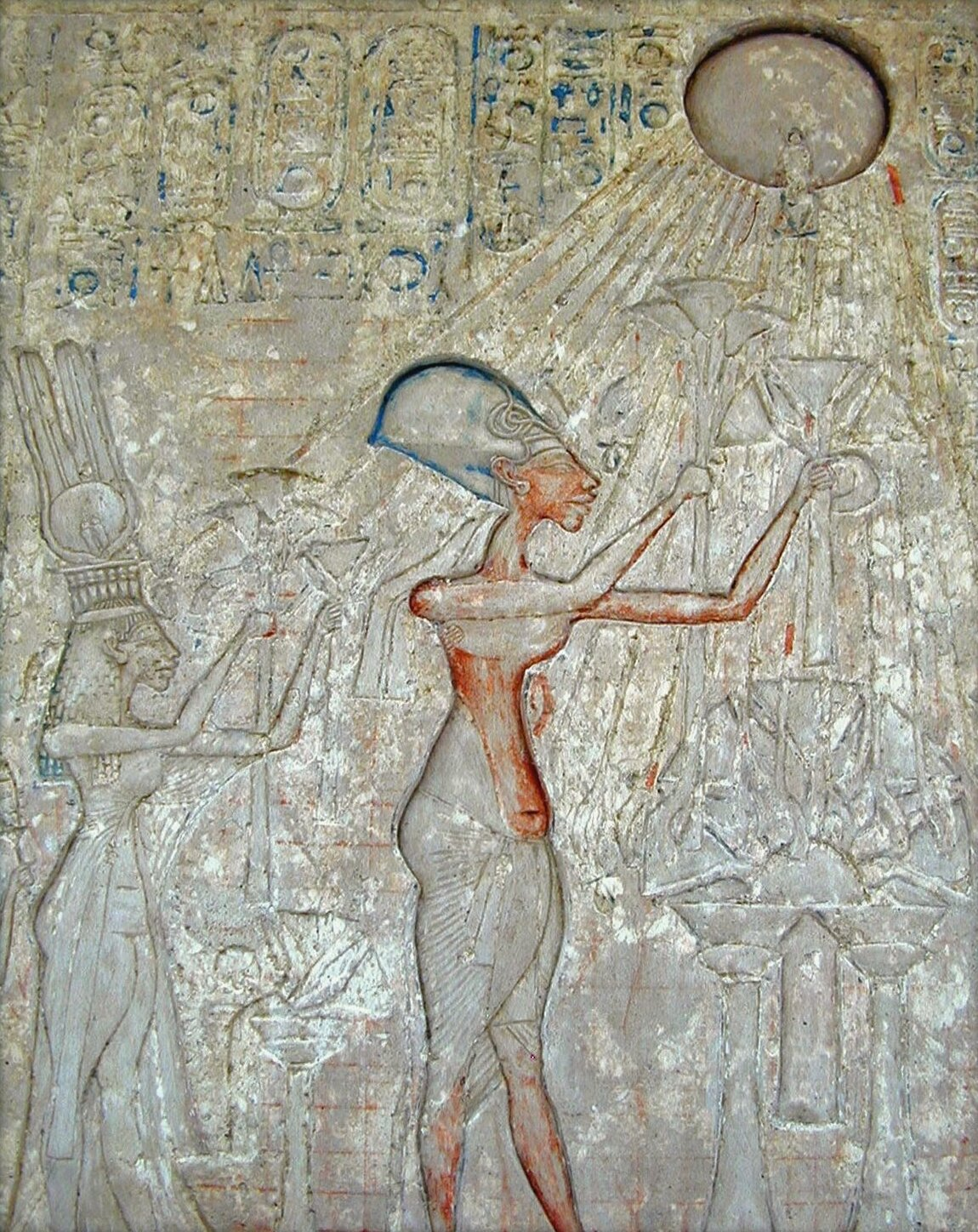
Царица Нефертити со своей семьёй совершают подношения Атону. Атон представлен солнечным диском с лучами, заканчивающимися ладонями.

Де-факто эффект вулканической зимы имеет место после каждого извержения вулкана, однако по-настоящему ощутимым он становится, когда извержение достигает 6 баллов по шкале вулканического эксплозивного индекса (VEI), и более. К примеру, после извержения вулкана Пинатубо на филиппинском острове Лусон в 1991 году метеорологами было зарегистрировано временное падение средней температуры Земли на 0,5 °C.
Более тяжёлые последствия повлекло за собой извержение вулкана Тамбора на острове Сумбава в 1815 году, достигшее 7 баллов по шкале извержений. На протяжении года он вызвал понижение глобальной средней температуры на 0,4—0,7 °C, а в некоторых областях — на 3—5 °C, что в Европе сопровождалось морозами в середине июля, из-за чего 1816 год назывался современниками годом без лета. Вплоть до 1819 года непривычное похолодание стало причиной неурожаев и голода и способствовало миграционным волнам из Европы в Америку.
Предположительно, похожее событие имело место в VI веке, когда в 535, 540 и 547 годах три сильных извержения вызвали наступление позднеантичного ледникового периода.
Для России наибольшие последствия, возможно, имело извержение перуанского вулкана Уайнапутина в 1600 году, которое некоторые исследователи считают причиной похолодания, неурожая и Великого голода в 1601—1603 гг.
Согласно одной из теорий, извержение вулкана Тоба на острове Суматра 74 тысячи лет назад было причиной сокращения всей земной популяции предков современных людей до примерно 10 тыс. индивидов, а синхронное по геологическим меркам мегаизвержение Флегрейских полей на Апеннинах, супервулканов Казбек и вулкана Святая Анна в Южных Карпатах около 40 тыс. лет назад, возможно, стало причиной вымирания неандертальцев, насчитывавших тогда от Гибралтара на юге Пиренейского полуострова до пещеры Окладникова на Алтае около 12 тысяч особей, из них 3500 — женского пола.